# Lobsang Geleg
Lobsang Geleg (1757-1816) was een Tibetaans geestelijke.
Hij werd geboren nabij Gyel Lhakhang, in Penyul. Op zijn 9e nam zijn vader hem mee naar Tsang voor een bezoek aan de 6e Pänchen lama, Lobsang Pälden Yeshe. Deze gaf hem de naam Lobsang Geleg. Daarna werd hij naar Lhasa gebracht en ingeschreven bij het Tsawa-huis van het Sera Me college van het Seraklooster. Na de voor het kloosterleven gebruikelijke basisopleiding als novice te hebben genoten, studeerde hij Logica en de vijf Geshe-onderwerpen van het curriculum van de Gelug-traditie.
Ook kreeg hij onderricht in een aantal Soetra- en Tantra-onderwerpen van onder andere Trichen Ngawang Tsultrim, die de 61e Ganden tripa zou worden; en van Yongdzin Yeshe Gyeltsen (1713-1793), oprichter van het Drib Tsemchoklingklooster bij Lhasa.
In 1788, op zijn 32e jaar, deed hij het Geshe-examen in de hoogste graad, Lharampa, tijdens het jaarlijkse Monlam gebedsfestival in Lhasa. Daarna studeerde hij aan het Gyume-college tantra-teksten en -gezangen, rituele dansen en mandalatekenen. In het jaar 1801 werd Lobsang Geleg gedurende vijf jaar hoofd opleidingen van het Gyume-college, waarna hij er in 1805 abt werd.
In 1811 werd Lobsang Geleg abt van het Jangtse college van het Gandenklooster. Gedurende de vier jaar dat hij deze positie bekleedde gaf hij er les in soetra en tantra. In 1815 werd hij op zijn 59e gekozen tot 68e Ganden tripa. Deze post hield hij gedurende ongeveer een jaar, tot zijn overlijden in 1816.